# Franz Josef Kienberger
Franz Josef Kienberger (* im 19. oder 20. Jahrhundert; † im 20. Jahrhundert) war ein Schweizer Autor, der sich mit Schweizer Klassischer Musik befasst.
Kienberger gehörte zu Max Wassmers Künstlerkreis. In seinen zahlreichen Schriften befasst er sich mit der Bernischen Musikgesellschaft und mit Othmar Schoeck.